# Elatostema villosum
Elatostema villosum är en nässelväxtart som beskrevs av B.L. Shih och Yuen P. Yang. Elatostema villosum ingår i släktet Elatostema och familjen nässelväxter. Inga underarter finns listade i Catalogue of Life.